# Liste der Kardinalskreierungen Johannes’ XIX.
Papst Johannes XIX. (1024–1032) kreierte 12 Kardinäle in acht Jahren.

## 1025
- Giovanni Ponzio, Kardinalbischof von Porto, † 1033
- Petrus von Tusculum, Neffe Johannes’ XIX., Kardinalbischof von Silva Candida, ab 1032 Kanzler der Heiligen Römischen Kirche, † 1049[2]
- Johannes, Kardinalpriester von San Crisogono, † vor 1033
- Johannes, Kardinalpriester von Santa Maria in Trastevere, † vor 1049
- Johannes, Kardinalpriester von Sant’Agata in Suburra, schließlich (1036) Kardinalbischof von Palestrina, † 13. Dezember 1039

## 1026
- Petrus, Kardinalbischof von Palestrina, † vor 1036
- Dodone, Kardinalbischof (Bistum unbekannt), † nach 13. Juli 1031
- Rodolfo, Kardinalpriester, vorher Abt von San Lorenzo[3]
- Ranierio, Kardinaldiakon von San Giorgio in Velabro, † nach 14. Dezember 1026[4]
- Gregor, Kardinaldiakon von Santa Lucia in Silice oder in Septisolio

## 1029
- Benedikt, Kardinalpriester von San Clemente, † vor 1049

## 1032
- Johannes, Kardinalbischof von Porto, † 1046, möglicherweise erst 1033 von Papst Benedikt IX. kreiert[5]